# Lucio España
Lucio Fernando España López (* 29. Oktober 1971; † 2. Juni 2005 in Cali, Valle del Cauca) war ein kolumbianischer Fußballspieler.
Er gewann 1999 mit Atlético Nacional Medellin den Meistertitel der Primera A. Weitere Vereine in seiner Karriere waren Real Cartagena, Atlético Junior (Barranquilla) und Deportivo Pereira. 
Lucio España wurde am 2. Juni 2005 bei einem Raubüberfall erschossen.